# Уранія Женева Спорт
Футбольний клуб «Уранія Женева Спорт» (фр. Urania Genève Sport Football Club) — швейцарський футбольний клуб з Женеви, заснований у 1896 році. Виступає в Міжрегіональній лізі. Домашні матчі приймає на «Стад де Фронтен», місткістю 4 000 глядачів.

## Досягнення
Суперліга
- Срібний призер (1): 1931
- Бронзовий призер (1): 1929

Кубок Швейцарії
- Володар (1): 1929
- Фіналіст (1): 1932.

Міжнародний турнір ЕКСПО:
- Переможець (1): 1931